# Kvinden der drømte om en mand
Kvinden der drømte om en mand er en dansk dramafilm fra 2010, instrueret af Per Fly.

## Medvirkende
- Sonja Richter
- Tammi Øst
- Sara Hjort